# Lo spirito continua
Lo spirito continua è il primo album del gruppo Hardcore punk torinese Negazione, pubblicato nel 1986 dall'etichetta Konkurrel e ristampato successivamente da T.V.O.R. nel 1989.

## Il disco
L'album è presente nella classifica dei 100 dischi italiani più belli di sempre secondo Rolling Stone Italia alla posizione numero 69.
La copertina è tratta dal film Our Gang.

## Tracce
1. La vittoria della sconfitta
2. Lasciami stare
3. Thinkin' of Somebody Else
4. Diritto contro un muro
5. Niente
6. Un amaro sorriso
7. Straight & Rebel
8. Qualcosa scompare
9. Lei ha bisogno di qualcuno che la guardi
10. Lo spirito continua

## Crediti

### Negazione
- Guido "Zazzo" Sassola - voce
- Roberto Farano - chitarra
- Marco Mathieu - basso
- Fabrizio Fiegl - batteria; testo su 10[2]

### Altri musicisti
- Dolf Planteijdt - produzione, violino su 6
- Beo, Patrizia - performer

### Altri
- Bodo's Project - foto retrocopertina
- Ale, Hans Minima, Paolucci, Pippo - foto interno